# Prager Tagblatt
Prager Tagblatt a fost un cotidian de limba germană publicat din 1876 până în 1939, în mod continuu, la Praga, capitala Regatului Boemiei din cadrul Austro-Ungariei și din 1918 a Cehoslovaciei.

## Istoric
Prager Tagblatt a fost cel mai mare cotidian liberal-democrat de limbă germană din Boemia (până în 1918) și din Cehoslovacia (din 1918 până în 1939) și a fost cunoscut ca unul dintre cele mai bune de limbă germană, Ziare zilnice. A apărut de mai multe ori pe zi până la sfârșitul Primului Război Mondial, iar din 1918 a apărut numai o dată pe zi, cu excepția zilei de luni. Ziarul Prager Zeitung, care apare din 1991 în Republica Cehă, se consideră succesorul lui. și a fost considerat unul dintre cele mai bune cotidiane de limbă germană.
Egon Erwin Kisch și Friedrich Torberg au fost o lungă perioadă de timp colaboratori ai acestui ziar, Torberg i-a dedicat ziarului un capitol din cartea sa, Die Tante Jolesch. Alți angajați celebri de mai târziu au fost Alfred Polgar, Roda Roda, Johannes Urzidil și Max Brod, care a scris mai târziu despre acest ziar în romanul Rebellische Herzen. Joseph Roth și Sandor Marai au lucrat aici în tinerețile lor.
După ocuparea Cehoslovaciei de către Germania Nazistă și instituirea Protectoratului Boemiei și Moraviei în 1939 ziarul Prager Tagblatt și-a încetat apariția.

## Colaboratori și autori publicați
Când Ernst Feigl s-a alăturat redacției în 1919 și a început să lucreze ca reporter al ziarului, redactorul-șef Sigmund Blau a lucrat, printre alții, cu criticul de teatru Ludwig Steiner, cu reporterul sportiv Siegfried Raabe-Jenkins și cu redactorul Rudolf Keller.
Cei mai cunoscuți autori publicați în paginile ziarului sunt Hans Bauer, Benjamin M. Bloch, Alfred Döblin, Martin Feuchtwanger, Egon Friedell, Stefan Großmann, Julius Gundling, Arnold Hahn, Arnold Höllriegel, Elisabeth Janstein, Siegfried Jacobsohn, Franz Kafka, Theodor Lessing, Michal Mareš, Ferenc Molnár, Hans Natonek, Leo Perutz, Heinrich Rauchberg, A. Walther Rittrich, Walther Rode, Alice Rühle-Gerstel, Paul Schlesinger, Walter Seidl, Gisela Selden-Goth, Hans Siemsen, Friedrich Torberg.

## Trivia
Încă din anul 1913, Gustav Hochstetter a publicat o povestire aproape profetică despre telefonia mobilă. Un director al unei companii merge într-un concediu de odihnă în munți, la sfatul medicului, și în timp ce se plimba în tăcere prin pustietăți aude dintr-o dată un sunet din rucsacul său, iar soția îi spune: „Vezi, Ludwig? Mulți bani a costat chestia asta. O invenție cu totul nouă: telefonul portabil, fără fir, cu o formă miniaturală”.

## Legături externe
- de Alle digitalisierten Ausgaben: Prager Tagblatt (accesibil online pe site-ul ANNO)